# Trochocyathus apertus
Trochocyathus apertus är en korallart som beskrevs av Stephen D. Cairns och Zibrowius 1997. Trochocyathus apertus ingår i släktet Trochocyathus och familjen Caryophylliidae. Inga underarter finns listade i Catalogue of Life.